# Zoteux
 Zoteux  es una población y comuna francesa, situada en la Región de Alta Francia, departamento de Paso de Calais, en el distrito de Montreuil y cantón de Lumbres. La localidad se sitúa al norte de Francia cerca de las costas del Canal de la mancha.

## Demografía
| Gráfica de evolución demográfica de Zoteux entre 2006 y 2019 |
|                                                              |

Fuentes: INSEE.

## Políticos
Elecciones Presidential Segunda Vuelta:
| Elección | Elección | Candidato Ganador | Partido | %     |
| -------- | -------- | ----------------- | ------- | ----- |
|          | 2022     | Marine Le Pen     | RN      | 57,60 |
|          | 2017     | Marine Le Pen     | FN      | 54,78 |
|          | 2012     | Nicolas Sarkozy   | UMP     | 56,93 |
|          | 2007     | Nicolas Sarkozy   | UMP     | 59,47 |
|          | 2002     | Jacques Chirac    | RPR     | 82,27 |